# Tomás Tavares
Tomás Franco Tavares (Lisboa, 7 de marzo de 2001) es un futbolista portugués que juega en la demarcación de defensa para el AVS Futebol SAD de la Primeira Liga.

## Trayectoria
Se formó en el S. L. Benfica, pasando por todos los equipos inferiores del cuadro lisboeta, juveniles, sub-23 y el equipo B. Disputó la Liga Juvenil de la UEFA, y debutó con el primer equipo de "las águilas" en la máxima competición continental, la Liga de Campeones, el 17 de septiembre de 2019 como titular en el estadio de Da Luz frente al R. B. Leipzig, choque que terminó con la victoria 1-2 para el cuadro alemán.
Durante la temporada 2019-20 disputó cinco partidos completos de Liga de Campeones, dos encuentros de Liga Europa y doce encuentros de la Liga NOS.
Comenzó la temporada 2020-21 en las filas del S. L. Benfica "B", con el que jugó tres partidos al comienzo de la liga, antes de salir cedido al Deportivo Alavés hasta final de curso. El 15 de enero de 2021, tras haber jugado cinco partidos entre Liga y Copa, se canceló la cesión y regresó a la entidad lisboeta. Tres días después se confirmó que finalizaría el curso en el S. C. Farense. El 31 de agosto fue nuevamente cedido, esta vez al F. C. Basilea.
El 24 de enero de 2023 abandonó definitivamente la entidad lisboeta tras fichar por el F. C. Spartak de Moscú hasta junio de 2026. Un año y medio después de su llegada fue cedido al LASK por una temporada. En Austrias apenas jugó cuatro encuentros, en enero de 2025 se canceló la cesión y volvió a Portugal después de unirse al AVS Futebol SAD.

## Selección nacional
Fue internacional con la selección de fútbol sub-21 de Portugal.

## Clubes
| Club                      | País     | Año       | Partidos | Goles |
| ------------------------- | -------- | --------- | -------- | ----- |
| S. L. Benfica "B"         | Portugal | 2019-2020 | 4        | 0     |
| S. L. Benfica             | Portugal | 2019-2020 | 26       | 0     |
| Deportivo Alavés (cedido) | España   | 2020-2021 | 5        | 0     |
| S. C. Farense (cedido)    | Portugal | 2021      | 18       | 0     |
| F. C. Basilea (cedido)    | Suiza    | 2021-2022 | 28       | 1     |
| F. C. Spartak de Moscú    | Rusia    | 2023-2025 | 22       | 1     |
| LASK (cedido)             | Austria  | 2024-2025 | 4        | 0     |
| AVS Futebol SAD           | Portugal | 2025-     | 12       | 0     |